# Tomáš Mlynkec
Tomáš Mlynkec (* 25. listopadu 1952, Praha) je český dramatik a spisovatel.

## Život
Pracoval původně jako zámečník a opravář vagonů v Bohumíně. Jeho prvotinou byl soubor povídek Pálení mrazem (1982), poté se s na dlouhý čas literárně odmlčel a až roku 2003 mu vyšel román Ženy, matky a dcery o osudech žen v jedné rodině. Roku 2008 mu pražské nakladatelství Motto vydalo knihu Slavíci kamenného mostu, román o životě sochaře Matěje Václava Jäckla.
Jde i o autora několika divadelních her, např. Jsem hrdý, že jsem žena.[zdroj?]
Tomáš Mlynkec je jedním ze zakládajících členů občanského sdružení Maryška, které vzniklo roku 2000 jako literární klub a dnes pořádá i různé nekonvenční kulturní akce. Jeho partnerem je město Bohumín.

## Dílo
- Pálení mrazem. Ostrava: Profil, 1982.
- Ženy, matky a dcery : sága slezského rodu : žena je jediná hvězda, které se muž dokáže skutečně dotknout. Praha: Ivo Železný, 2003. ISBN 80-237-3816-X.
- Slavíci kamenného mostu. Praha: Motto, 2008. ISBN 978-80-7246-393-0.